# 出国命令
出国命令（しゅっこくめいれい）とは、日本の出入国管理及び難民認定法（入管法）において、主任審査官が出国命令の対象となる外国人に対して日本からの出国を命ずることをいう。退去強制手続では、日本からの出国を希望して自ら地方入国管理局に出頭した入管法違反者についても、身柄を収容した上で一連の手続を行う必要があるが（全件収容主義）、1990年代から、一定の期間内に自主的に出国することが確実と認められる者については、退去強制令書の発付後に自費出国許可（入管法第52条第4項）及び仮放免許可（第54条第2項）を行った上で、事実上その身柄を収容しないまま日本から出国させる措置が実施されていた。その取扱いを簡素化して法的に整備するとともに、不法滞在者の大幅な削減に資するとの目的で、平成16年法律第73号による入管法の改正により、身柄を収容しないまま簡易な手続により出国させる出国命令制度が創設された（同年12月2日施行）。

## 出国命令対象者
退去強制事由と出国命令該当性の双方ともに条件を満たす場合には、出国命令の対象となる。以下「本邦」とは日本国を指す。
- 退去強制事由:不法残留者を対象とする。下記のいずれかに該当することが必要。

1. 在留資格の取消しを受け、30日以内の一定期間内に出国するように命じられたのにその期間を経過して本邦に残留する者（法第24条第2号の3）
2. 在留期間の更新又は在留資格の変更を受けないで在留期間を経過して本邦に残留する者（法第24条第4号ロ）
3. 寄港地上陸等の許可を受けた者で許可の期間を経過して本邦に残留する者（法第24条第6号）
4. 数次乗員上陸の許可を取り消され、一定期間内に帰船し、出国するように命じられたのにその期間を経過して帰船し出国しない者（法第24条第6号の2）
5. 在留資格の新規取得が必要となる外国人で、在留資格の取得の許可又は永住許可を受けないで、在留資格の新規取得の必要となる事情が発生した日から60日以内に出国しなかった者（法第24条第7号）

- 出国命令該当性:下記のいずれにも該当することが必要。

1. 速やかに本邦から出国する意思をもって自ら入国管理官署に出頭したこと（法第24条の2第1号）
2. 不法残留以外の退去強制事由等の不存在（第2号。一部例外あり。）
3. 窃盗罪等の犯罪により懲役又は禁錮に処せられたものでないこと（第3号）
4. 過去に退去強制を受けたこと又は出国命令を受けて出国したことがないこと（第4号）
5. 速やかに本邦から出国することが確実と見込まれること（第5号）

## 出国命令の手続
入国警備官は、退去強制事由のある外国人（容疑者）が、出国命令対象者に該当すると認めるに足りる相当の理由がある場合には、収容の手続をせずに、事件を入国審査官に引き継ぐ。入国審査官は、速やかに審査を行い、容疑者が出国命令対象者に該当すると認定したときには、主任審査官にその旨を知らせる。この通知を受けた主任審査官は、容疑者に対して、出国命令書を交付して出国を命ずる。出国期限は15日を超えない範囲内で主任審査官が定める（第55条の2、第55条の3）。

## 出国命令と退去強制との相違
- 出国命令では容疑者の身柄は拘束されないが、退去強制では容疑者の身柄は拘束される。
- 退去強制の執行を受けた外国人は退去した日から5年間（10年間又は無期限の場合もあり）は日本に上陸することができないが、出国命令により出国した外国人はこの期間が1年間に短縮される。